# Danny Gatton
Danny Gatton (Washington, 1945. szeptember 4. – Newburg, 1994. október 4.) amerikai bluesgitáros. Gatton virtuóz gitáros volt, aki a bluest, a rockabillyt, a dzsesszt és a countryt ötvözte, hogy megteremtse az általa „redneck jazz”-nek nevezett zenei stílust.

## Pályakép
Édesapja, Daniel W. Gatton ritmusgitárosként dolgozott, de feladta a zenei pályát családja érdekében. Danny Gatton tinédzserként kezdett gitározni.
Az 1970-es években a Liz Meyer & Friends együttes gitárosként és bendzsósként vált ismertté. Az 1970-es és 1980-as évek végén szólistaként és a Redneck Jazz Explosion együttessel is fellépett. A „88 Elmira Street” című albumának címadó dalát Grammy-díjra jelölték a legjobb instrumentális rock-előadás kategóriában.
Gatton főleg Telecaster gitárokon játszott. Gitártudását Eric Clapton, Willie Nelson, Steve Earle és gyermekkori bálványa, maga Les Paul is dicsérte.

### Halála
1994. október 4-én Gatton bezárkózott a marylandi Newburgban lévő farmján a garázsba, és agyonlőtte magát. Bár nem maradt tőle erre semmiféle  magyarázat, családtagjai és közeli barátai egyaránt úgy tudják, hogy sok éven át depressziótól szenvedett. 49 éves volt. 1995 januárjában három éjszakai emlékkoncertet rendeztek tiszteletére a New York-i Tramps klubban.

## Lemezválogatás
- 1975: American Music
- 1978: Redneck Jazz
- 1987: Unfinished Business
- 1990: Blazing Telecasters (live 1984)
- 1991: 88 Elmira St.
- 1992: New York Stories
- 1993: Cruisin' Deuces
- 1994: Relentless (and Joey DeFrancesco)
- 1995: Redneck Jazz Explosion (live 12/31/78)
- 1996: The Humbler (and Robert Gordon)
- 1998: In Concert 9/9/94
- 1998: Untouchable
- 1998: Portraits
- 1999: Anthology
- 2004: Funhouse (live 6/10-11/88)
- 2005: Oh No! More Blazing Guitars (and Tom Principato)

## Fordítás
Ez a szócikk részben vagy egészben  a   Danny Gatton című német Wikipédia-szócikk ezen változatának fordításán alapul.  Az eredeti cikk szerkesztőit annak laptörténete sorolja fel. Ez a jelzés csupán a megfogalmazás eredetét és a szerzői jogokat jelzi, nem szolgál a cikkben szereplő információk forrásmegjelöléseként.